# Quintenharmonik
Quintenharmonik, auch Quintharmonik, weiterführend zu dem Bereich der Quartenharmonik, bezeichnet in der Neuen Musik eine neuere musikalische Ausrichtung, die in Anlehnung an die Pentatonik funktioniert. Sie weist Elemente der Pentatonik und tetrachordalen Melodik des schottischen, irischen, walisischen, skandinavischen und spanischen Volksgutes sowie der gregorianischen Gesänge auf und berücksichtigt konkrete Elemente des Generalbasses und der Pattern-Lehre.

## Spielweise
Die manus sinistra (lat. = linke Hand) verwendet diatonische Akkorde, basierend auf einem beliebigen tonalen Zentrum. Viertelton-Konstruktionen werden hierbei ausgeklammert. Die manus dextra (lat. = rechte Hand) spielt die stiltypischen quintharmonischen Strukturen. Dabei überwiegen simultane Klänge im Gegensatz zu sparsam eingesetzten sukzessiven Klängen (siehe Pattern-Lehre). Die quintharmonische (lat. quintus = fünf) Struktur umfasst die leitereigenen Stufen I–V der Dur- bzw. Moll-Tonleiter im diatonischen System. Hierbei wird der Unterschied zur Pentatonik ersichtlich, die sich auf andere Stufen (Dur: I, II, iii, V, vi; Moll: i, III. iv, v, VII) bezieht. Selbige in Stufentheorie angefügte Akkorde lassen sich auch funktionsharmonisch deuten.

## Beispiel
Diatonische Klänge wären im H-Dur-Kontext h, cis, dis, e, fis, gis und ais. Nun seien bei der Quintharmonik nur die ersten fünf Relevanten (auch: Merker): h, cis, dis, e, fis, deren Außentöne genau eine reine Quinte umfassen: h-fis. Diese werden in der manus dextra simultan angeschlagen in den typischen Anschlagsarten und rhythmischen Pattern. Gleichzeitig spielt die manus sinistra den leitereigenen Dreiklang: h, dis, fis.